# Halowe Mistrzostwa Świata w Lekkoatletyce 1993 – bieg na 800 m mężczyzn
Bieg na 800 m mężczyzn – jedna z konkurencji rozgrywanych podczas halowych mistrzostw świata w lekkoatletyce w 1993. Eliminacje odbyły się 12 marca, półfinały miały miejsce 13 marca, finał zaś został rozegrany 14 marca.
Do eliminacji zgłoszonych zostało 22 zawodników z 19 państw.
Zawody w tej konkurencji wygrał reprezentant Wielkiej Brytanii Tom McKean. Drugą pozycję zajął zawodnik z Burundi Charles Nkazamyampi, trzecią zaś reprezentujący Niemcy Nico Motchebon.

## Wyniki

### Eliminacje
Źródło: 
Bieg 1
| Miejsce | Zawodnik          | Państwo           | Wynik   | Uwagi |
| ------- | ----------------- | ----------------- | ------- | ----- |
| 1.      | Tom McKean        | Wielka Brytania   | 1:49,09 |       |
| 2.      | Luc Bernaert      | Belgia            | 1:49,25 |       |
| 3.      | José Luíz Barbosa | Brazylia          | 1:49,34 |       |
| 4.      | Pablo Squella     | Chile             | 1:50,11 |       |
| 5.      | Ray Brown         | Stany Zjednoczone | 1:50,60 |       |

Bieg 2
| Miejsce | Zawodnik        | Państwo           | Wynik   | Uwagi |
| ------- | --------------- | ----------------- | ------- | ----- |
| 1.      | Mbiganyi Thee   | Botswana          | 1:50,50 | NR    |
| 2.      | Giuseppe D'Urso | Włochy            | 1:50,52 |       |
| 3.      | Martin Steele   | Wielka Brytania   | 1:50,71 |       |
| 4.      | Hezekiél Sepeng | Południowa Afryka | 1:50,79 |       |
| 5.      | Paul Ruto       | Kenia             | 1:50,94 |       |

Bieg 3
| Miejsce | Zawodnik         | Państwo           | Wynik   | Uwagi |
| ------- | ---------------- | ----------------- | ------- | ----- |
| 1.      | Freddie Williams | Kanada            | 1:49,71 |       |
| 2.      | Jack Armour      | Stany Zjednoczone | 1:49,99 |       |
| 3.      | Kennedy Osei     | Ghana             | 1:50,14 | NR    |
| 4.      | Khalifa Kasmi    | Maroko            | 1:50,57 |       |
| 5.      | Gilmar Santos    | Brazylia          | 1:50,71 |       |
| 6.      | Luis Migueles    | Argentyna         | 1:51,03 |       |

Bieg 4
| Miejsce | Zawodnik            | Państwo          | Wynik   | Uwagi |
| ------- | ------------------- | ---------------- | ------- | ----- |
| 1.      | Charles Nkazamyampi | Burundi          | 1:49,52 |       |
| 2.      | Nico Motchebon      | Niemcy           | 1:49,52 |       |
| 3.      | Lee Jin-il          | Korea Południowa | 1:49,60 |       |
| 4.      | Leon Haan           | Holandia         | 1:50,87 |       |
| 5.      | Michael Wildner     | Austria          | 1:51,59 |       |
| 6.      | Mukundi Mubenga     | Zair             | 1:55,35 | NR    |

### Półfinały
Źródło: 
Bieg 1
| Miejsce | Zawodnik            | Państwo           | Wynik   | Uwagi |
| ------- | ------------------- | ----------------- | ------- | ----- |
| 1.      | Charles Nkazamyampi | Burundi           | 1:48,17 |       |
| 2.      | José Luíz Barbosa   | Brazylia          | 1:48,56 |       |
| 3.      | Mbiganyi Thee       | Botswana          | 1:48,95 | NR    |
| 4.      | Jack Armour         | Stany Zjednoczone | 1:49,03 |       |
| 5.      | Giuseppe D'Urso     | Włochy            | 1:50,07 |       |
| 6.      | Pablo Squella       | Chile             | 1:50,25 |       |

Bieg 2
| Miejsce | Zawodnik         | Państwo          | Wynik   | Uwagi |
| ------- | ---------------- | ---------------- | ------- | ----- |
| 1.      | Tom McKean       | Wielka Brytania  | 1:47,05 |       |
| 2.      | Freddie Williams | Kanada           | 1:47,93 |       |
| 3.      | Nico Motchebon   | Niemcy           | 1:47,98 |       |
| 4.      | Luc Bernaert     | Belgia           | 1:48,24 |       |
| 5.      | Kennedy Osei     | Ghana            | 1:49,80 | NR    |
| 6.      | Lee Jin-il       | Korea Południowa | 1:50,46 |       |

### Finał
Źródło: 
| Miejsce | Zawodnik            | Państwo         | Wynik   | Uwagi |
| ------- | ------------------- | --------------- | ------- | ----- |
| 01 !    | Tom McKean          | Wielka Brytania | 1:47,29 |       |
| 02 !    | Charles Nkazamyampi | Burundi         | 1:47,62 |       |
| 03 !    | Nico Motchebon      | Niemcy          | 1:48,15 |       |
| 4.      | Luc Bernaert        | Belgia          | 1:48,30 |       |
| 5.      | Freddie Williams    | Kanada          | 1:51,26 |       |
| –       | José Luíz Barbosa   | Brazylia        | DNF     |       |